# Convenção do Partido Republicano de Dakota do Norte em 2012
A eleição primária do Partido Republicano na Dakota do Norte em 2012 será realizada em 6 de março de 2012. A Dakota do Norte terá 28 delegados na Convenção Nacional Republicana.

## Resultados
| Eleição primária do Partido Republicano de Dakota do Norte em 2012 | Eleição primária do Partido Republicano de Dakota do Norte em 2012 | Eleição primária do Partido Republicano de Dakota do Norte em 2012 | Eleição primária do Partido Republicano de Dakota do Norte em 2012 |
| Candidato                                                          | Votos                                                              | Percentagem                                                        | Estimativa de delegados nacionais                                  |
| ------------------------------------------------------------------ | ------------------------------------------------------------------ | ------------------------------------------------------------------ | ------------------------------------------------------------------ |
| Rick Santorum                                                      | 4,510                                                              | 39.7%                                                              | 11                                                                 |
| Ron Paul                                                           | 3.186                                                              | 28,1%                                                              | 8                                                                  |
| Mitt Romney                                                        | 2.691                                                              | 23,7%                                                              | 7                                                                  |
| Newt Gingrich                                                      | 962                                                                | 8,5%                                                               | 2                                                                  |
| Totais                                                             | 11.349                                                             | 100,00%                                                            | 28                                                                 |